# Alexandre Besredka

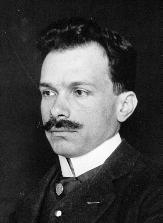
Alexandre Besredka

Alexandre Mikhailovich Besredka, russisch Александр Михайлович Безредка, (* 29. März 1870 in Odessa; † 28. Februar 1940 in Paris) war ein russischstämmiger französischer Immunologe.

## Leben
Besredka studierte 1888 bis 1892 Biologie in Odessa und ging dann nach Paris, wo er 1893 ein Medizinstudium begann, ab 1893 Präparator am Institut Pasteur war und 1897 bis 1905 Assistent von Ilja Iljitsch Metschnikow am Institut Pasteur war (Metschnikow lehrte und forschte zuvor bis 1888 in Odessa). 1897 wurde er in Medizin promoviert (Abscès sous-phréniques). 1903 war er einer der Gründer des Bulletin del'Institut Pasteur und 1905 bis 1914 leitete er ein Labor am Pasteur-Institut.
1910 wurde er französischer Staatsbürger und erhielt den Professorentitel. Im Ersten Weltkrieg diente er als Arzt an der Front (Verdun, Bar-le-Duc). Nach der Rückkehr wurde er Nachfolger des 1916 verstorbenen Metschnikow als Chef de Service am Pasteur-Institut, was er bis 1940 blieb. Außerdem leitete er das Labor für morphologische Mikrobiologie.
Mit Metschnikow experimentierte er mit Typhus an Schimpansen. Er arbeitete an der Entwicklung von Impfstoffen mit (Pest, Cholera, Durchfall, Typhus, Paratyphus, Anthrax), arbeitete an Antivirus-Therapien (1923 führte er den Begriff Antivirus ein) und forschte über Anaphylaxie, Phagozytose und Immunologie von Darminfektionen (Cholera, Typhus, Durchfallerkrankungen). Mit Richard Pfeiffer war er ein Pionier auf dem Gebiet der Endotoxine und zeigte als Erster, dass diese mit Antikörpern neutralisiert werden können. Besredka forschte auch zur Tuberkulose (die Reaktion nach Besredka dient der Diagnostik von Tuberkulose-Erkrankungen von Haut und Mundschleimhaut). Nach ihm wurde eine Methode zur Desensibilisierung des Organismus zur Vorbeugung gegen anaphylaktischen Schock und eine Methode zur Herstellung oraler Impfungen benannt.
Er spielte in der Zwischenkriegszeit eine wichtige Rolle bei der Hilfsorganisation für kranke jüdische Kinder Œuvre de secours aux enfants.
Im Jahr 1932 wurde Alexandre Besredka unter der Präsidentschaft des Schweizer Physiologen und Physiologischen Chemikers Emil Abderhalden als Mitglied in die Deutsche Akademie der Naturforscher Leopoldina aufgenommen. Er erhielt das Kreuz der Ehrenlegion. Der Alexandre Besredka Preis der Stiftung Immunität und Umwelt ist nach ihm benannt.
Sein Vater Michail war ein jüdischer Schriftsteller (Pseudonym Ėlimelech Iš-Naomi).

## Schriften
- Les antihémolysines naturelles. Annales de l’Institut Pasteur, Band 15, 1901, S. 785–807.
- Les endotoxines bactériennes. Paris, 1914.
- Anaphylaxie et antianaphylaxie, bases expérimentales. Paris 1917.
- Histoire d’une Idée. L’Œuvre de E. Metchnikoff. Embryogénie. Inflammation. Immunité. Sénescence. Pathologie. Philosophie. Paris 1921.
- Immunisation locale. Pansements spécifiques. Paris 1925.
  - Deutsche Übersetzung: Die lokale Immunisierung: Spezifische Verbände. Leipzig 1926.
- Études sur l’immunité dans les maladies infectieuses. Paris 1928.
- Le choc anaphylactique et le principe de la désensibilisation. Paris 1930.
- Antivirusthérapie. Applications à l’ophtalmologie, l’otorhino-laryngologie, la stomatologie, l’entérologie, l’urologie, la gynécologie et l’obstétrique, la dermatologie, la chirurgie, la médecine vétérinaire, la sérothérapie locale. Paris: Masson 1930.
  - Deutsche Übersetzung: Antivirustherapie: Ihre Anwendung in der Augenheilkunde, Oto-Rhino-Laryngologie, Stomatologie. Jena 1931.
- Les immunités locales. Paris 1937.